# JT (Grafikformat)
JT (Jupiter Tesselation) ist ein ISO-Standard-Grafikformat für 3D-Daten. JT kann von einigen 3D-Grafik-Programmen als Speicherformat gewählt werden.

## Format
Das Datenmodell unterstützt unterschiedlichste Repräsentationen der CAD-Geometrie:
- „tesselierte“ Dreiecksflächen-Geometrie, optional in mehreren Auflösungen (Levels of Detail)
- „exakte“ Brep-Geometrie in Form der älteren JT-BREPs, in Form von XT-BREPs (Format des Parasolid-Modellierkerns) oder in Form des stark komprimierenden, jedoch verlustbehafteten LIBRA-Formates.

JT wird als besonders kompaktes, leicht anzuzeigendes und doch inhaltsreiches Datenformat angesehen, das auch Objekt- und Metadaten (z. B. Maße und Toleranzen) unterstützt. Dadurch eignet es sich für viele Anwendungen, in denen CAD-Daten weiterverarbeitet werden (z. B. Digital Mock-Up, als Ersatz für Zeichnungen und zur Archivierung).
JT-Dateien tragen die Standard-Endung .jt.

## Überblick
JT ist ein industriefokussiertes, neutrales 3D-Datenformat, das in vielen Anwendungsprozessen nach der Geometrieerstellung, z. B. der Modellierung in Computer Aided Design Systemen (CAD) anstelle von nativen CAD-Datenformaten eingesetzt wird.
Hierdurch ist unabhängig vom Geometrie-Modelliersystem eine Zusammenarbeit möglich, um z. B. 3D-Geometrien darzustellen, zu analysieren und die komplexe Funktion am 3D-Modell verständlich zu machen. Zusatzinformationen, wie Maße, Toleranzen, Material, Struktur etc. werden – je nach Konfiguration und Anwendungsfall – im JT ebenfalls zur Verfügung gestellt.
JT hat sich im Vergleich zu vielen Konkurrenzformaten in der Industrie bereits als De-facto-Standard durchgesetzt und ist mittlerweile ISO-Norm.

## Geschichte und Status
JT (Jupiter Tesselation) wurde 1998 in seiner ersten Version in Zusammenarbeit von Hewlett-Packard und Engineering Animation, Inc. (EAI) spezifiziert und von EAI auf Basis des „Direct Model Toolkit“ entwickelt. Nach Kauf von EAI durch UGS (1999) und die spätere Akquisition von UGS durch die Siemens AG (2007) gehört JT heute zu Siemens PLM Software.
JT wird so seit 1997 (JT-Version 6.4) bis heute (2013) (JT-Version 10.0) kontinuierlich entlang den Kundenanforderungen aus der produktiven Anwendung weiterentwickelt und hat sich seinen Platz zwischen Visualisierungsformaten, wie VRML, IV etc. und Formaten, die zum Austausch zwischen Modellierungssystemen konzipiert wurden, wie STEP, IGES, VDA-FS, DXF, erobert.
Durch Gründung der „JT-Open-Initiative“ im Jahre 2003 und durch die Veröffentlichung der JT-Datenformat-Spezifikation im Jahre 2007 wurde die Öffnung des Formats bis hin zur Standardisierung eingeleitet.
Ergänzend zur Arbeit im JT-Open-Konsortium auf internationaler Ebene wird die Verbreitung von JT in Deutschland auch durch den Verband der Automobilindustrie (VDA) und den ProSTEP iViP Verein gefördert. Im Rahmen von Arbeitsgruppen werden Anwendungsfälle – vor allem durch Vertreter der Automobilindustrie – in produktiven Kundenprozessen untersucht.
Ende August 2010 wurde der New Work Item Proposal Ballot für JT vom ProSTEP iViP e. V.gestartet, der erste Schritt im ISO-Standardisierungsprozess. Der ProSTEP iViP Verein hat dabei zum Ziel den Standardisierungsprozess von JT mit dem zweiten im Verein laufenden großen Standardisierungsvorhaben STEP AP 242 abzustimmen. Es ist geplant, JT und AP 242 so zu spezifizieren, dass STEP und JT gemeinsam effektiv für den Datenaustausch genutzt werden können.
Im Dezember 2012 wurde JT offiziell als weltweit erster Dateiformat-Standard zur Visualisierung und dem Austausch komprimierter und performanter Geometriedaten als internationaler Industriestandard in der ersten Version (JT ISO V1.0) veröffentlicht: ISO 14306:2012. Damit wurde erstmals eine vollständig neutrale, lizenzfreie Spezifikation von JT zur Verfügung gestellt.
Anfang 2013 wurde damit begonnen, die zweite Version des ISO-Standards JT 2.0 zu spezifizieren. Die ISO/DIS 14306 V2 wurde im November 2016 von der ISO angenommen. Im November 2017 erfolgte die finale Veröffentlichung als International Standard.
Um der Industrie die Funktionalitäten und die Innovationen bereitzustellen, die sie zum Arbeiten braucht, haben ProSTEP iViP und VDA in Mitte 2015 beschlossen, das JT Industrial Application Package (JTIAP) zu spezifizieren. Das JTIAP wurde dann im Juni 2016 als ProSTEP iViP Recommendation PSI 14 veröffentlicht. Es ist vollständig zur ISO 14306 (sowohl V1 als auch V2) und zu JT-Open-basierten Implementierungen kompatibel. Dabei wartet das JTIAP mit einem leistungsfähigeren Komprimierungsalgorithmus (LZMA) auf, spezifiziert XT B-Rep als die empfohlene Repräsentation von exakter Geometrie und ermöglicht die neutrale, lizenzfreie Implementierung von JT.

## Inhalte
Im Kern ist das JT-Format ein Szenengraph mit CAD-spezifischen Knoten und Attribute-Unterstützung. Facetteninformation (Dreiecke) werden mit ausgereiften Kompressionstechniken abgelegt. Es unterstützt die mathematisch exakte Geometriedefinition, die Produktstruktur, Produkt- und Fertigungsinformation (PMI), visuelle Attribute wie Licht, Textur und Shader sowie Metadaten. Ergänzend wird zum JT-Format das unter anderem für diese Zwecke spezifizierte STEP AP 242 XML (ISO 10303-242:2014) genutzt, um komplexe Baugruppen, Konfigurationen, kinematische Strukturen, Prozessinformation uvm. abzubilden und zusammen mit JT auszutauschen.

## Anwendungen und Tools
Ziel der Anwender ist es zunächst, alle relevanten Produktdaten aus dem System, das zur Geometrieerstellung verwendet wurde, zu übernehmen. Hierfür werden sogenannte „Translatoren“ eingesetzt, die „Segmente“ im JT-Format, abhängig von deren Konfiguration, mehr oder weniger befüllen.
Diese Informationen stehen dann im JT-Format zur Verfügung und können mit weiteren Anwendungen sowohl interaktiv als auch maschinell ausgewertet werden.
Häufig kommen hierzu Anwendungen zur interaktiven Visualisierung der JTs (Viewer, CAD-Systeme) zum Einsatz, um – z. B. in Konkurrenz zur 2D-Zeichnung – auch ungeschulten Anwendern mithilfe des 3D-Modells die Natur einer Geometrie besser begreiflich zu machen. In solchen Viewern stehen umfangreiche Funktionalitäten zur Verfügung, um die Inhalte des JT-Formats leistungsfähig visualisieren und analysieren zu können.
Auch zahlreiche weitere Software-Anwendungen, die für die Entwicklung und Produktion relevant sind, können das JT-Format lesen und verarbeiten. So wird JT beispielsweise in zahlreichen Prozessen eingesetzt, die der Geometriemodellierung folgen. Häufig wird das JT-Format in Product-Lifecycle-Management-basierte Prozesse integriert, um auch Änderungen (Version und Revision) effizient handhaben und kommunizieren zu können.

## Normung
Die Internationale Organisation für Normung (ISO) hat JT als ISO 14306:2012 veröffentlicht.